# Župnija Svibno
Župnija Svibno je rimskokatoliška teritorialna župnija Dekanije Zagorje Nadškofije Ljubljana.

## Cerkve
| #  | Slika                     | Cerkev                        | Kraj       |
| -- | ------------------------- | ----------------------------- | ---------- |
| 1. | Klikni za spremembo slike | Cerkev sv. Križa              | Svibno     |
| 2. | Klikni za spremembo slike | Cerkev sv. Janeza Evangelista | Počakovo   |
| 3. | Klikni za spremembo slike | Cerkev sv. Marjete            | Jagnjenica |
| 4. | Klikni za spremembo slike | Cerkev sv. Trojice            | Čimerno    |